# Ślina
Die Ślina ist ein kleinerer linker Zufluss des Narew im nordöstlichen Polen. Sie entspringt bei Jabłoń Kościelna (Woiwodschaft Podlachien) und fließt in nördlicher Richtung bis zu ihrer Mündung in den Narew bei Targonie Wielkie unterhalb von Tykocin. Die Längenangabe von 20 km dürfte deutlich zu kurz sein (geschätzt 35 km). Ihr Einzugsgebiet wird mit 359,5 km² angegeben. Am Flusslauf der Ślina liegen keine Städte.